# Приобское нефтяное месторождение
Приобское месторождение — гигантское нефтяное месторождение в России. Расположено в Ханты-Мансийском автономном округе — Югре, вблизи села Селиярово. Открыто в 1982 году. Разделено рекой Обь на две части — лево - и правобережное. Освоение левого берега началось в 1988 году, правого — в 1999 году.
Геологические запасы оцениваются в 5 млрд тонн. Доказанные и извлекаемые запасы оцениваются в 2,4 млрд тонн.
Месторождение относится к Западно-Сибирской нефтегазоносной провинции. Открыто в 1982 году. Залежи на глубине 2,3—2,6 км. Плотность нефти 863—868 кг/м³, умеренное содержание парафинов (2,4-2,5 %) и содержание серы 1,2-1,3 %.
По данным на конец 2005 года, на месторождении насчитывается 954 добывающих и 376 нагнетательных скважин, из них 178 скважин были пробурены в течение последнего года.
Добыча нефти на Приобском месторождении в 2007 году составила 40,2 млн тонн, из них «Роснефть» — 32,77, а «Газпром нефть» — 7,43 млн тонн.
Добыча нефти в 2019 — 25 млн т.
В настоящее время разработку северной части месторождения (СЛТ) ведёт ООО «РН-Юганскнефтегаз», принадлежащее компании «Роснефть», а южной (ЮЛТ) — ООО «Газпромнефть — Хантос», принадлежащее компании «Газпром нефть». Также на юге месторождения выделяются сравнительно небольшие Верхне-Шапшинский и Средне-Шапшинский лицензионные участки, разработку которых с 2008 года ведёт компания ОАО "НАК «АКИ ОТЫР», принадлежащая ПАО НК «РуссНефть».
В начале ноября 2006 года на Приобском нефтяном месторождении, эксплуатируемом ООО «РН-Юганскнефтегаз» (дочернее предприятие государственной компании «Роснефть», получившей контроль над основным активом «ЮКОСа» — «Юганскнефтегазом»), при участии специалистов компании Newco Well Service был произведён крупнейший в России гидроразрыв нефтяного пласта. В пласт было закачано 864 тонны расклинивающего агента (пропанта). Операция велась семь часов и транслировалась в прямом эфире через интернет в офис «Юганскнефтегаза».